# نادي بوديفلنيك لكرة السلة
نادي بوديفلنيك لكرة السلة (بالأوكرانية: Будівельник) هو فريق كرة سلة أوكراني للمحترفين تأسس في سنة 1945 يقع مقره في كييف. يلعب في دوري السوبر الأوكراني لكرة السلة.

## الإنجازات
- الدوري السوفيتي الممتاز لكرة السلة (1):
  - الذهبية – 1989
  - الفضية - 1965، 1966، 1977، 1979، 1981، 1982
  - البرونزية – 1962، 1964، 1970، 1974، 1983، 1984، 1990
- كأس الاتحاد السوفيتي لكرة السلة (0):
  - الوصافة - 1969، 1972
- دوري السوبر الأوكراني لكرة السلة (9):
  - الذهبية - 1992، 1997، 2011، 2012–13، 2013–14
  - الفضية - 1998، 2010
  - البرونزية - 1999
- كأس أوكرانيا لكرة السلة (3):
  - الفوز – 2012، 2014، 2015

## أبرز اللاعبين
من أبرز اللاعبين الذين لعبوا معه:
- ألكسندر فولكوف
- أندرو بيتس
- خالد الأمين
- لويس فلوريس
- ماسيو باستون
- فيتالي بوتابينكو

## وصلات خارجية
- الموقع الرسمي

قالب:دوري اتحاد في تي بي